# Красная Долина (Ставропольский край)
Красная Долина — упразднённое село в Минераловодском районе Ставропольского края. В 1950-е годы включен в состав села Ульяновка.

## История
Меннонитское село Гроссфюрстенталь основано в 1897 г., переселенцами из Великокняжеской волости Кубанской области. Название дано по имени бывшего землевладельца Великого князя Николая Николаевича. В 1925 г. колония Красная Долина входила в состав Николаево-Степного сельсовета Минераловодского района Терского округа. В колонии насчитывался 31 двор.

## Население
| Год     | 1909 | 1917 | 1920 | 1926 |
| ------- | ---- | ---- | ---- | ---- |
| Человек | 317  | 539  | 589  | 272  |